# Porphyrio porphyrio
Il pollo sultano o pollo sultano comune (Porphyrio porphyrio Linnaeus, 1758) è un uccello della famiglia dei Rallidi diffuso in Europa e Nordafrica.

## Descrizione
Il pollo sultano comune è un rallide piuttosto grande e tozzo, lungo 38–50 cm e con un'apertura alare di 90–100 cm . Ha un grosso becco triangolare di colore rosso sormontato da uno scudo frontale dello stesso colore, zampe di colore variabile dal rosso al rosso-rosato con dita lunghe e sottili, e iride rossa. La colorazione del piumaggio è molto variabile; le regioni superiori e ali di colore blu-viola scuro, le piume del sottocoda sono bianche. I sessi sono simili; le femmine sono più piccole, e hanno inoltre scudi frontali meno pronunciati. I maschi pesano 720-1000 g e le femmine 520-870 g.
Gli esemplari giovani sono simili agli adulti, ma hanno il piumaggio meno vistoso; alcuni esemplari mantengono la livrea giovanile anche in età adulta. I giovani della sottospecie nominale hanno la faccia, la parte anteriore del collo e il petto di colore grigio chiaro, mentre la gola è quasi bianca; la colorazione delle ali è identica a quella degli esemplari adulti, ma le zone di pelle nuda sono di colore più sbiadito.

## Biologia

### Alimentazione
I polli sultani si cibano di piante e di animali. Mangiano fiori e foglie di piante acquatiche e salgono sugli alberi per mangiarne le bacche, specialmente le more di gelso. Mangiano pure molluschi, crostacei e altri piccoli animali che trovano sulle piante nelle acque basse. Lo studio della dieta dei polli sultani è in parte facilitato dal fatto che essi si costruiscono delle «piattaforme di alimentazione», costituite di piante, che molto spesso si trovano ricoperte dai resti dei loro pasti. Non si sa se tutti i polli sultani si costruiscono queste «piattaforme di alimentazione», ma è certo che i polli sultani comuni della Spagna meridionale e dell'Australia occidentale le costruiscono. Questi uccelli si nutrono spesso di girini e di insetti acquatici; inoltre, si sono spesso ritrovati gusci di lumache. Infine, macchie di sangue indicano che questi animali si nutrono anche di sanguisughe. È risaputo che nella Spagna meridionale il pollo sultano si nutre anche di serpenti d'acqua.

### Riproduzione
Generalmente il pollo sultano ha una stagione riproduttiva ben determinata, ma all'interno del suo vasto areale il periodo varia da una zona all'altra, in correlazione al picco delle piogge nella maggior parte delle località, o in estate nelle zone dal clima più temperato. Costruisce il nido nel fitto dei canneti. Il maschio si esibisce in un elaborato rituale di corteggiamento, prendendo con il becco ciuffi di erbacce acquatiche e inchinandosi verso la compagna, il tutto mentre emette dei richiami striduli. Nelle regioni occidentali dell'areale i polli sultani tendono ad avere abitudini monogame, mentre in quelle orientali è molto praticata la nidificazione comunitaria di gruppo. In quest'ultimo caso, questi gruppi possono essere costituiti da più esemplari di ambo i sessi che condividono un nido comune o da famiglie «allargate» comprendenti anche «aiutanti» appartenenti alle nidiate precedenti.

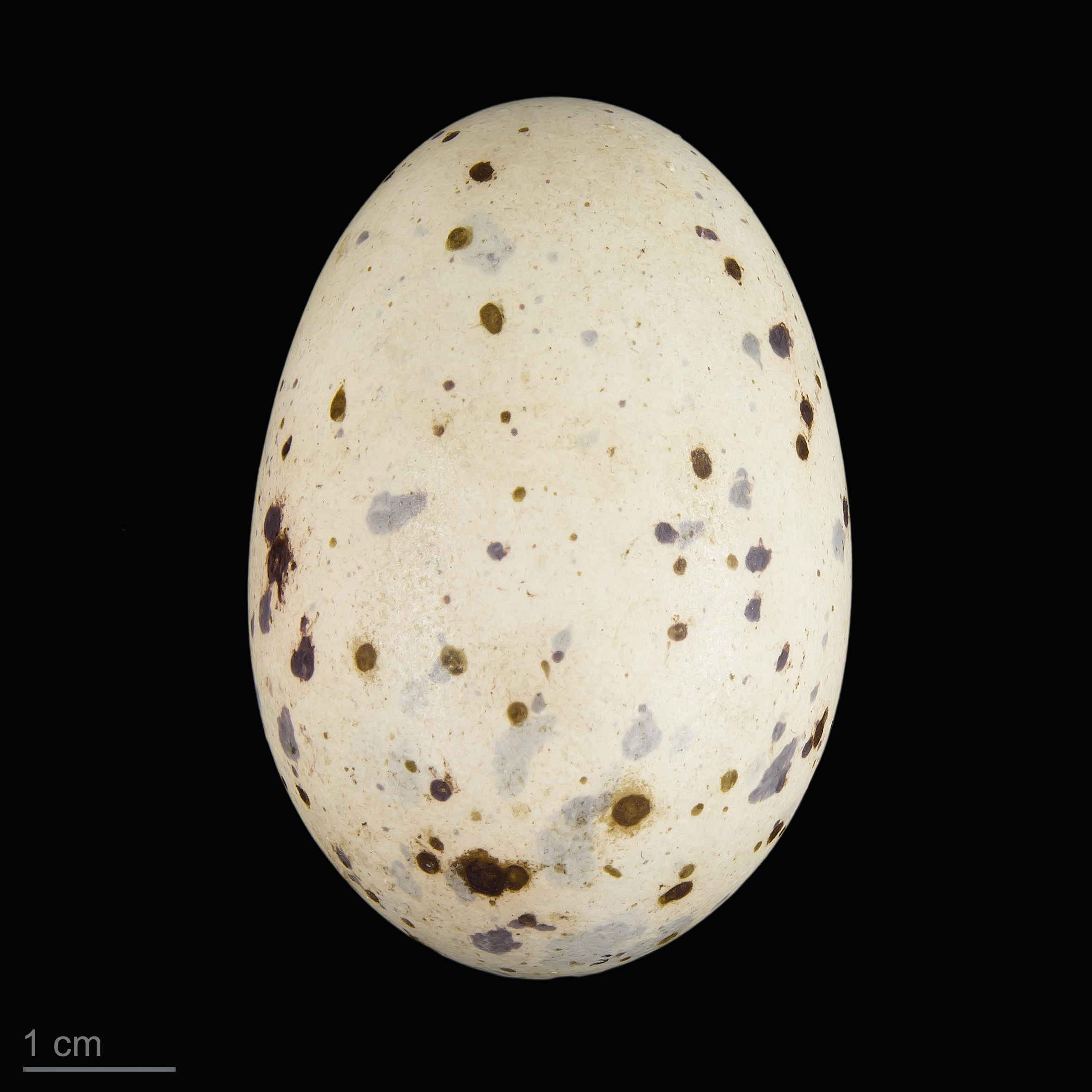
Porphyrio porphyrio

Circa due settimane dopo l'inizio del corteggiamento, le coppie cominciano a costruire il nido disponendo in pile diverse piante e fissandole poi a steli di piante acquatiche, così da ancorarlo e anche da mimetizzarlo. Il nido ha un diametro di 25 cm ed è alto anche 50 cm e termina con un tetto di 5–8 cm di altezza. Di lato costruiscono una passerella di 5–6 cm che conduce quasi ad angolo retto entro il nido. Alcune volte la passerella, anch'essa formata di piante disposte in pile, può estendersi per 25 cm entro il folto della vegetazione, così da poter essere utilizzata dai genitori per lasciare il nido inosservati in caso di pericolo. Più femmine possono deporre nello stesso nido e condividere gli impegni dell'incubazione. Ciascun uccello può deporre 3-6 uova di colore variabile dal grigio-giallastro al camoscio-rossastro, ricoperte da macchioline bruno-rossastre. Un nido comunitario può comprendere fino a 12 uova. L'incubazione dura 23-27 giorni, ed è portata avanti da entrambi i genitori, così come dagli aiutanti, nel caso fossero presenti. I pulcini, precoci, sono ricoperti da un fitto piumino nero e sono in grado di lasciare il nido poco dopo la schiusa della uova, sebbene spesso trascorrano i primi giorni nel nido. Vengono nutriti da entrambi i genitori (e da tutti i membri del gruppo) per 10-14 giorni, dopodiché iniziano ad andare in cerca di cibo da soli.

## Distribuzione e habitat

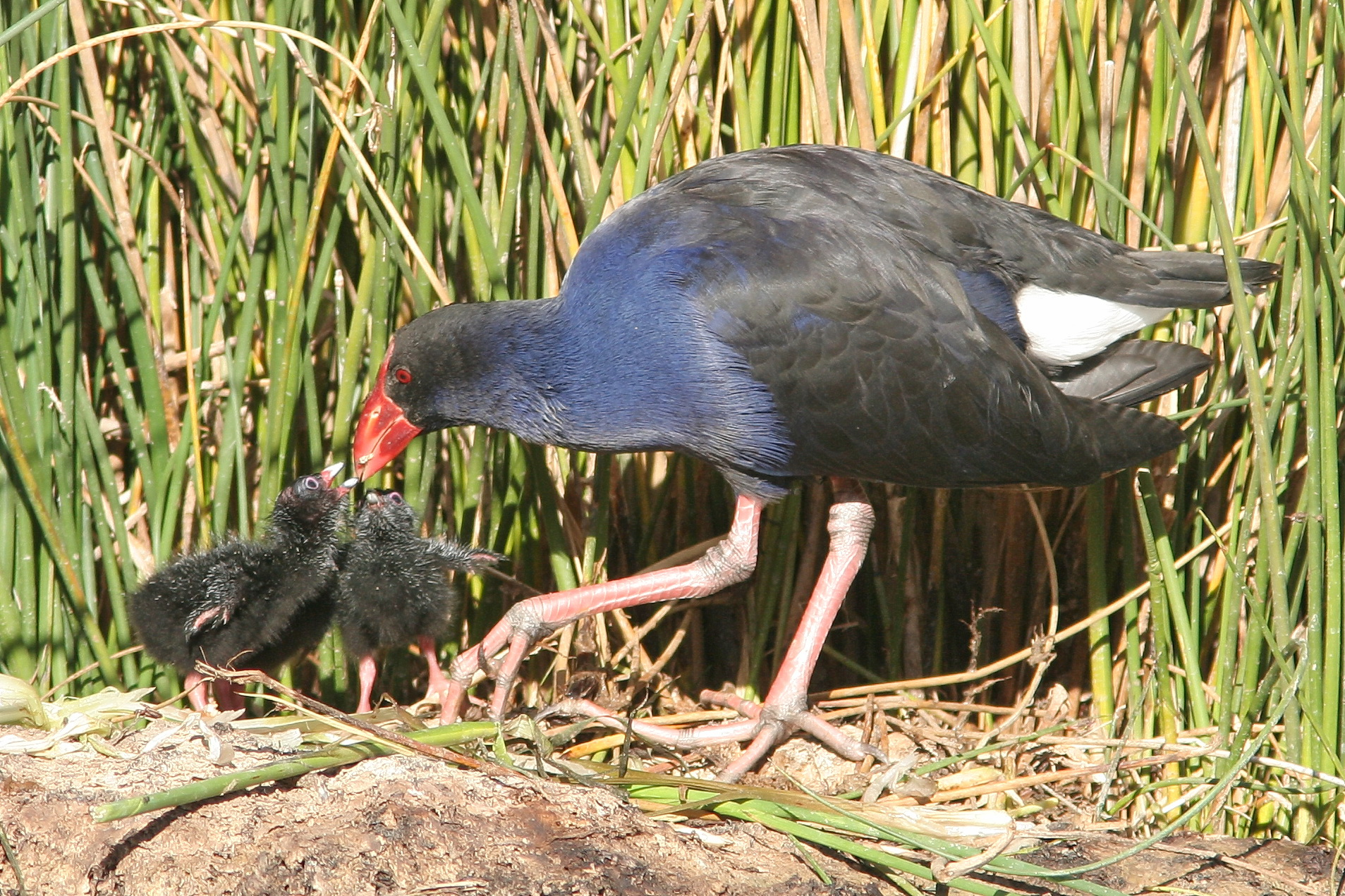
Pulcini nutriti da un genitore.

Il pollo sultano comune occupa un vasto areale  che comprendente Europa sud-occidentale e meridionale e Nordafrica.
Parimenti a quasi tutti i membri della famiglia dei Rallidi, i polli sultani vivono presso l'acqua, fra la densa vegetazione acquatica che circonda i laghi, gli stagni e le paludi, come pure i corsi d'acqua. Grazie alle loro lunghe dita sono in grado di camminare sulle ninfee e sulle foglie di altre piante che crescono sulla superficie dell'acqua. I polli sultani sono uccelli timidi che si aprono la strada fra l'ammasso della vegetazione dando colpi di coda a ogni passo che fanno, al pari delle folaghe e delle gallinelle d'acqua. Nuotano bene e spesso salgono sugli alberi, dove si appollaiano per la notte.

### Introduzioni
Ogni tanto, in Gran Bretagna e altrove, dei polli sultani fuggono dalle voliere dove vengono allevati. 
Alcuni esemplari, introdotti nel territorio di Pembroke Pines sul finire degli anni '90, sono sfuggiti al controllo, insediandosi successivamente in molte aree della Florida meridionale, dove sono ormai considerati un elemento stabile dell'avifauna locale. La specie è stata ufficialmente inserita nella American Birding Association Checklist nel febbraio del 2013.

## Tassonomia
Attualmente il Congresso Ornitologico Internazionale (2018) non riconosce alcuna sottospecie di pollo sultano comune.
Alcune entità che in passato erano considerate sottospecie sono ora inquadrate come specie a sé stanti. Tra queste:
- Porphyrio porphyrio poliocephalus (Latham, 1801) = Porphyrio poliocephalus (Latham, 1801) - pollo sultano testagrigia
- Porphyrio porphyrio indicus Horsfield, 1821 = Porphyrio indicus Horsfield, 1821 - pollo sultano dorsonero
- Porphyrio porphyrio melanotus Temminck, 1820 = Porphyrio melanotus Temminck, 1820 - pollo sultano australasiano
- Porphyrio porphyrio pulverulentus Temminck, 1826 = Porphyrio pulverulentus Temminck, 1826 - pollo sultano delle Filippine
- Porphyrio porphyrio madagascariensis (Latham, 1801) = Porphyrio madagascariensis (Latham, 1801) - pollo sultano africano

## Conservazione
Sulla Lista Rossa della IUCN il pollo sultano è elencato tra le specie a minor rischio (Least Concern). Nella regione mediterranea la specie sta diminuendo in seguito alla perdita dell'habitat, alla caccia e all'utilizzo di pesticidi, e necessita di particolare protezione. In Portogallo essa era quasi scomparsa nel corso del XIX e XX secolo, ma ultimamente, grazie alla protezione accordata e ad alcuni programmi di reintroduzione, è nuovamente aumentata, seppur rimanga rara e a distribuzione frammentata. 

## Relazioni con l'uomo

### Nell'antichità
Secondo quanto raccontano Plinio il Vecchio e altri scrittori latini, sembrerebbe che i ricchi romani tenessero dei polli sultani come uccelli ornamentali nelle ville più grandi e nelle abitazioni lussuose. All'epoca questa specie era considerata un uccello nobile ed era tra le poche specie di volatili che i romani non mangiavano.

### In Polinesia
I polli sultani della sottospecie P. p. melanotus erano tenuti in grande considerazione dagli abitanti della Nuova Zelanda (dove ancora oggi vengono chiamati con il nome māori di pūkeko) e delle Samoa (dove sono chiamati manuali'i, letteralmente «uccelli principali»), e in entrambe le località erano tenuti come animali domestici. Il rosso era il colore maggiormente apprezzato dall'aristocrazia polinesiana, e a differenza di altri uccelli con zone del corpo di questo colore (come il fetonte codarossa, alcuni drepanidi hawaiiani, come l'i'iwi, e il pappagallo splendente rosso), il pollo sultano era l'unico a non avere rosse le piume, bensì la faccia, il becco e le zampe. Alle Samoa, in passato, solo i capitribù potevano tenere dei polli sultani come animali da compagnia, e i primi marinai europei che vi giunsero notarono uccelli di questo tipo, legati o tenuti in gabbia, considerati alla stregua di veri e propri animali domestici. Alcuni samoani, inoltre, consideravano il pollo sultano come l'incarnazione di un demone aggressivo e malizioso chiamato Vave. Non vi è testimonianza di polli sultani considerati come selvaggina o animali da pollame, a eccezione, forse, dei periodi di maggiore necessità.